# Волна попуска
Волна попуска — перемещение по речному руслу значительной массы воды, выпущенной из водохранилища путём открытия водосброса гидроузла или из-за серьёзного повреждения водонапорных сооружений (дамб, плотин и т.п.). 
С точки зрения гидравлики волна попуска является одной из форм неустановившегося движения жидкости, необходимым признаком которого является сначала быстрое возрастание расхода воды в выпускном створе, а затем — такое же быстрое его снижение. В качестве примера волны попуска часто рассматривают паводковые явления. Как правило, волна попуска может быть охарактеризована своей высотой в момент наивысшего подъёма и шириной района затопления.

## Военное значение
С точки зрения западных военных специалистов волна попуска представляет собой значительный интерес как средство сдерживания продвижения наступающих порядков противника. Из-за большой высоты (до нескольких десятков метров) и скорости (до 10 м/с) волна попуска может обладать огромным разрушительным эффектом на расстояниях в сотни километров. В случае сильных размывов или разрушения гидросооружений из несвязанных материалов (земляных плотин) волна попуска может иметь некоторое сходство с природными грязекаменными потоками (селевыми выбросами). 
В силу этих причин, она может значительно изменить оперативную обстановку на участке боевых действий из-за резкого усложнения переброски войск с берега на берег, сноса мостов и прибрежной транспортной инфраструктуры, переформирования русла реки и создания значительного количества наносов. Стоит также отметить, что даже после схода воды районы затопления могут оставаться непроходимыми для боевой и транспортной техники в течение длительного срока. 
Например, во время Второй мировой войны 17 мая 1943 года в ходе операции Chastise британская авиация нанесла удар по гидроузлу Мёне восточнее Дортмунда, что привело к сбросу в реку более чем 122 млн. кубометров воды. Результатом стала волна попуска высотой около 10 метров, которая уничтожила многие населённые пункты, создав зону затопления длиной около 200 км и шириной до 2 км.